# 太洋テクノレックス
太洋テクノレックス株式会社（たいようテクノレックス、英: TAIYO TECHNOLEX CO.,LTD.）は、和歌山県和歌山市に本社を置く電気機器メーカー。旧社名は太洋工業株式会社（TAIYO INDUSTRIAL CO., LTD.）。

## 概要
フレキシブルプリント基板や基板検査機など精密機器の製造販売を手がけている。

## 沿革
- 1960年12月2日 - 捺染用ロール彫刻及びめっき加工の対アメリカ輸出工場として、太洋工業株式会社を設立。
- 1986年6月 - 東京都港区に東京支店開設（1991年5月には千代田区に移転）。
- 1993年3月 - 株式会社ミラックを子会社化。
- 2002年11月 - 近畿地方発明表彰にて特許庁長官奨励賞を受賞。
- 2004年12月2日 - ジャスダックに上場。証券コードは6663。
- 2007年3月 - タイのバンコク市に連結子会社のTAIYO TECHNOLEX(THAILAND)CO.,LTD.を設立。
- 2011年6月 - 中国上海市に連結子会社の太友（上海）貿易有限公司を設立。
- 2023年12月 - 商号を太洋テクノレックス株式会社に変更[4]。

## 製品
- 自動最終外観検査装置 A300 Series[5][6]
- 手動最終外観検査装置 Model M110SC[7]